# Kugler Henrik
Kugler Henrik (Sopron, 1830. július 10. – Budapest, 1905. február 16.) udvari cukrász, Kugler Pál Ferenc szobrász és Kugler Mihály mérnök testvére.

## Élete

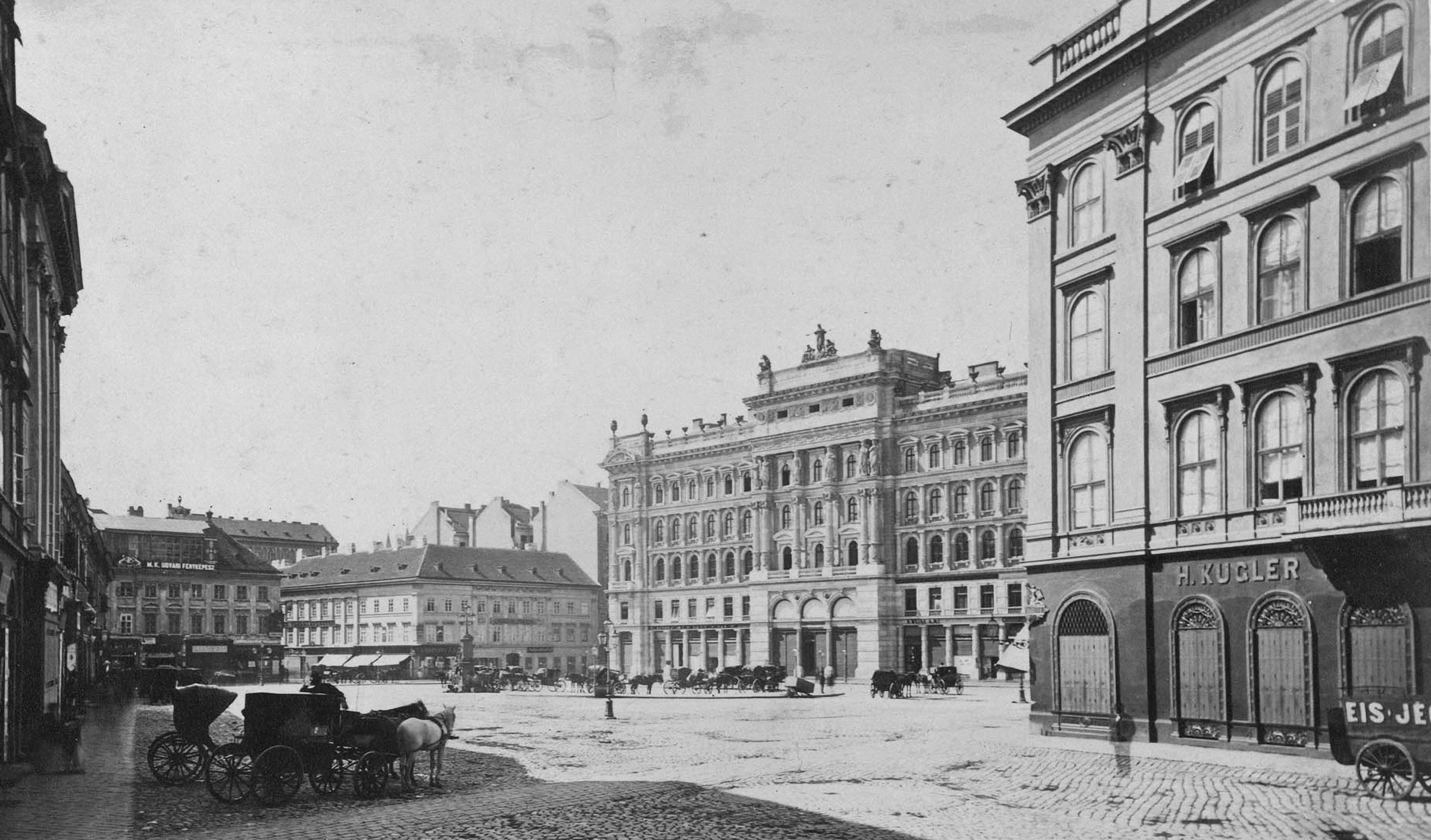
A Kugler a Gizella téren 1876 körül

Kugler Antal cukrász, városi képviselő és Limberger Borbála fia. Nagyapja, Kugler Jakab 1788-ban nyitotta meg cukrászdáját Sopronban. Apja 1847-ben költözött Pestre és a József körút 12. szám alatt nyitotta meg üzletét. Henrik még a soproni üzletben kezdte kitanulni a cukrászatot, majd külföldi vándorútján svájci, német, angol és francia mesterektől tanult és több évig dolgozott Párizsban.
1849-ben vette át apja üzletének irányítását, majd azt 1858. október 14-én a József nádor tér 5. szám alatti Musch-házba költöztette.
1869-ben elnyerte a „Kugler Henrik czukrász Magyar királyi udvari szállító czimet”
1870-ben megüresedett az egykori német színházteret (Theaterplatz, majd Gizella-, jelenleg Vörösmarty tér) és a József teret elválasztó, 1860-ban épült Kereskedelmi Bank földszintje, mert az azt addig bérlő Privorszky kávéház a Duna-partra költözött. Kugler késlekedés nélkül átvette a helyiség bérletét és át is költöztette oda cukrászdáját és üzemeit.
1873-ban megkapta a Koronás Arany Érdemkeresztet.
1882-ben még csak 52 éves volt, de elviselhetetlen derékfájása miatt már az utódját kereste. Éppen üzleti úton járt Párizsban, amikor egykori mestere, Finaz összehozta Gerbeaud Emillel, aki  két évvel később, 1884 június 1-én betársult a vállalkozásba. Ugyan ez év július 31-én elhunyt Kugler Mária nevű húga, aki az üzlet vezetésének java részét végezte. Október 1-én átadta az üzletet Gerbeaudnak és visszavonult. További tíz évig résztulajdonos maradt és az üzlet nyereségének 10%-a illette meg.

## Művei?
Bár Kugler Géza szerzői név alatt több szakácskönyv és egy közismert házi cukrászat is megjelent, semmilyen fellelhető bizonyíték sem támasztja alá, hogy Kugler Henrik írta volna ezeket, csupán annak ellenére is csak öccse, Kugler Mihály állítólagos közlése utal rá és az is csak Szinnyei József: Magyar írók élete és munkái szerint, hogy az még Kugler Henrik életében megjelent. A több reprint kiadást megélt "A legujabb és legteljesebb gyakorlati nagy budapesti szakácskönyv és házi czukrászat" például bevallottan a "St. Hilaire Jozéfa Képes pesti szakácskönyv" bővített kiadása, miközben "St. Hilaire Jozéfa" - bár még aláírást is kreáltak neki - a vélekedés szerint egy ismert szerzőcsoport szerzői álneve volt. A korban divatos volt ismert vendéglősök és cukrászok hírnevét meglovagolva hasonló néven szakácskönyveket kiadni.